# Bogachiel
La Bogachiel est une rivière américaine  d'une longueur de 80 km, située dans la péninsule olympique dans l'État de Washington. Elle conflue avec la Sol Duc River peu avant l'océan Pacifique pour former le fleuve Quillayute.

## Traduction
- (en) Cet article est partiellement ou en totalité issu de l’article de Wikipédia en anglais intitulé « Bogachiel River » (voir la liste des auteurs).